# Guédiawaye Football Club
Pour les articles homonymes, voir GFC.
Actualités
Le Guédiawaye Football Club ou GFC est un club sénégalais de football basé à Guédiawaye, une des villes de la banlieue dakaroise. Il évolue en Ligue 1.

## Histoire
Avec le déplacement forcé des populations vers la banlieue, les jeunes ont emmené avec eux  leur patrimoine organisationnel : associations associatives sportives et culturelles. C’est ainsi qu’ils ont maintenu pendant des années leurs associations d’origine comme le Brésil de Wakhinan, la Hongrie de Nimzath, l’Allemagne de Baye Laye, les Aigles de Angles-Mouss. L’ASC des Niayes de Pikine servira de réceptacle à toute cette jeunesse de la banlieue pikinoise pour accéder à l’élite du football sénégalais.
C’est dans ce contexte qu’est née l’idée de créer un club de ville par les différents dirigeants du mouvement navétane : le Guédiawaye Football Club (GFC) est fondé le 1er août 1993.
En 2021 le club remonte en ligue 1 après trois saison passe en seconde ligue.
le GFC crée un nouveau poste de directeur sportif est nomme le célèbre joueur El-Hadji Diouf.

## Palmarès et Parcours

### En Seniors

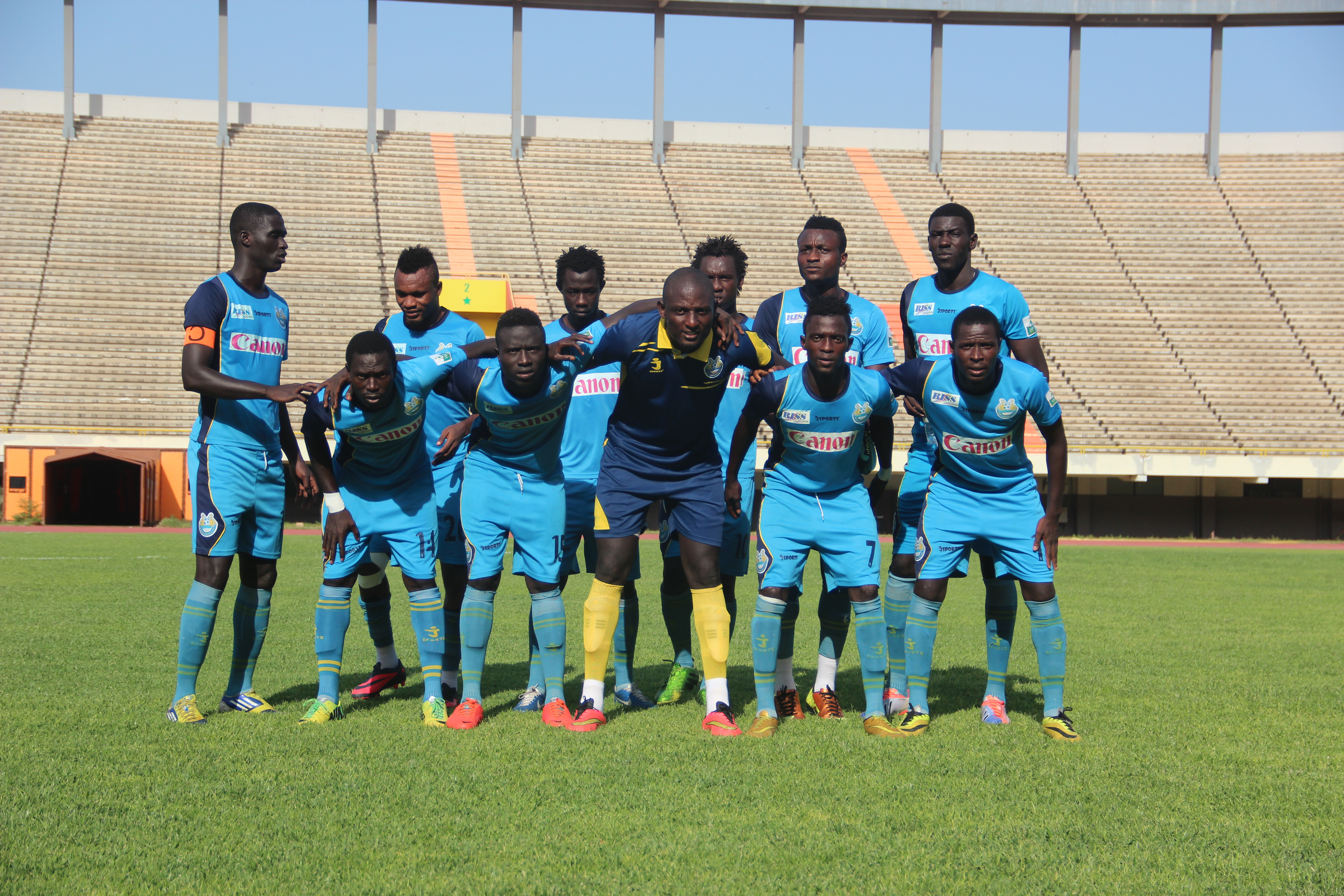
L'équipe du FC Guediawaye en 2015.

- 1993 : création du guediawaye football club (GFC) par les sportifs de la ville, en l'occurrence les dirigeants des associations sportives et culturelles (asc) de l'organisme départemental de coordination des activités de vacances (odcav) de pikine guediawaye 
- 1993/1994 : Participation au championnat régional de Dakar
- 1994/1995 : Participation au championnat régional de Dakar
- 1995/1996 : 2e de la poule A du championnat régional et accession en D2 - Alain Mendy meilleur buteur avec 9 buts
- 1997/1998 : 1/4 finale de la coupe du Sénégal.
- 1999/2000 : 1/2 finale de la coupe du Sénégal.
- 2002/2003 : 3e du championnat national de D2 et accession en D1.
- 2003/2004 : 9e du championnat national de D1 à 2 journées de la fin.
- 2004/2005 : Maintien en D1.
- 2006/2007 : Maintien en D1.
- 2007/2008 : Maintien en D1 et 1/4 de finaliste de la coupe du Sénégal.
- 2008/2009 : Participation au championnat professionnel de Ligue 1, 4e de la Poule B, et 1/2 finaliste de la coupe du Sénégal
- 2009/2010 : Participation au championnat professionnel de Ligue 1
- 2010/2011 : Participation au championnat professionnel de Ligue 1
- 2011/2012 : Participation au championnat professionnel de Ligue 1
- 2012/2013 : Participation au championnat professionnel de Ligue 1 et descente en ligue 2 en fin de saison : cinq victoires ont été enregistrées par le club contre 13 défaites et 12 nuls en trente journées.
- 2013/2014: Montée en Ligue 1 et vainqueur de la Coupe de la Ligue et finaliste du Trophée des champions
- 2014/2015 : Participation au championnat professionnel de Ligue 1 et Vainqueur du Tournoi international de Guédiawaye FC
- 2015/2016 : Participation au championnat professionnel de Ligue 1
- 2016/2017 : Participation au championnat professionnel de Ligue 1, Vice-champion de ligue 1 et finaliste de la Coupe de l'Assemblée Nationale
- 2017/2018 : Participation au championnat professionnel de Ligue 1 et descente en ligue 2 en fin de saison
- 2018/2019 : Participation au championnat professionnel de Ligue 2
- 2019/2020 : Participation au championnat professionnel de Ligue 2, championnat interrompu par la propagation de la pandémie covid 19 partout dans le monde
- 2021 : 1re du championnat national de D2 et accession en Ligue 1.
- 2021/2022 : Participation au championnat professionnel de Ligue 1
- 2022/2023 : Participation au championnat professionnel de Ligue 1
- 2023/2024 : Participation au championnat professionnel de Ligue 1
- 2024/2025 : Participation au championnat professionnel de Ligue 1

### En Juniors
- 2000 / 2001 : vice-champion au niveau régional.
- 2000 / 2001 : vice-champion au niveau national.
Le gfc dispose régulièrement d'une catégorie de joueurs juniors encadrés par des techniciens de guediawaye au stade amadou Barry sous la supervision de ndiarka diagne, ancien directeur technique départemental du football de guediawaye 

### En Cadets
- 2000 / 2001 : champion au niveau régional.
Les cadets du gfc sont une sélection d'éveiller joueurs cadets détectés lors du championnat populaire de football de masse, appelé navétane.